# あわら湯のまち駅

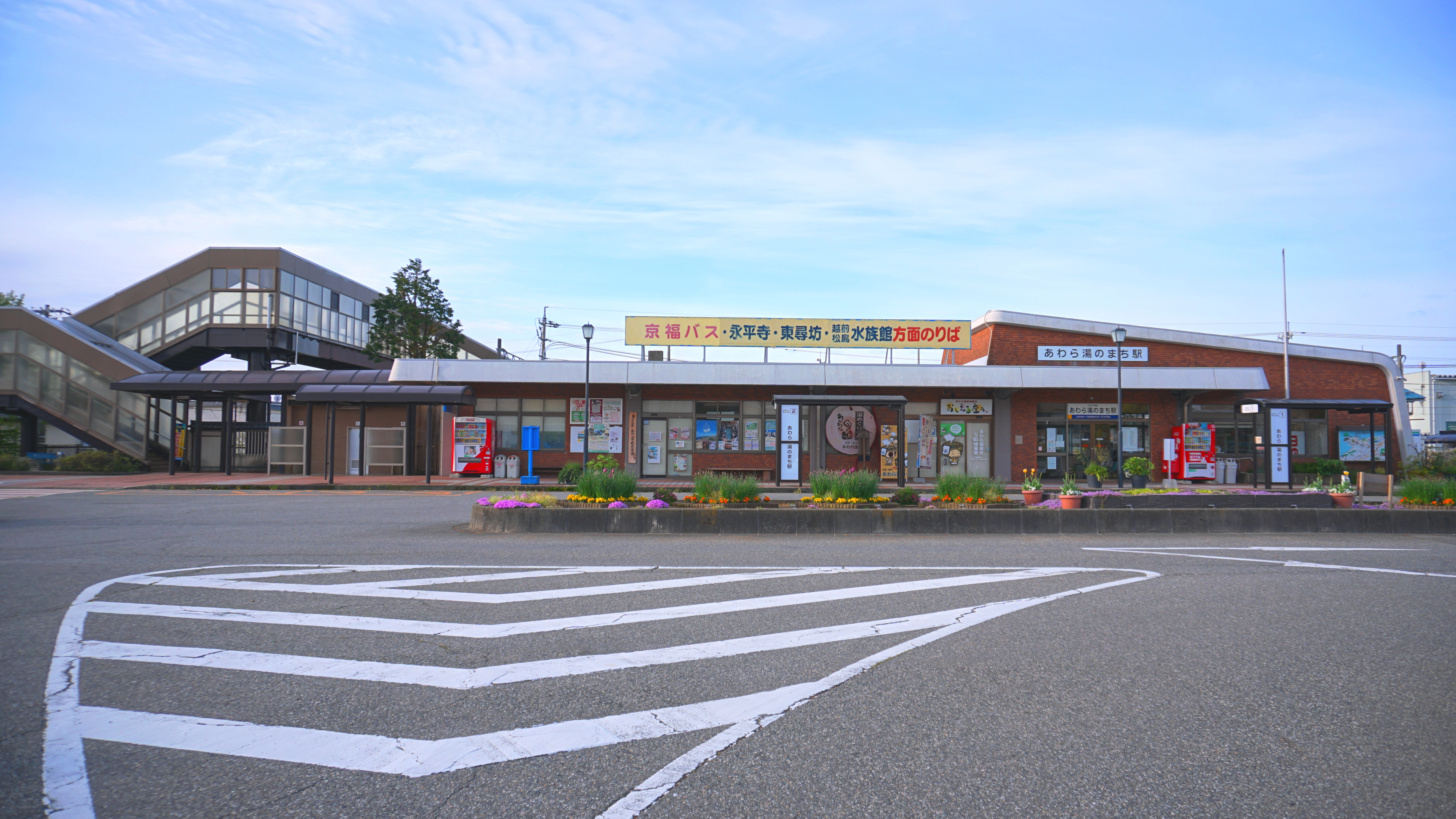
駅全景（2019年4月）

あわら湯のまち駅（あわらゆのまちえき）は、福井県あわら市二面にある、えちぜん鉄道三国芦原線の駅である。駅番号はE40。
路線名にも冠される同線の主要駅で、芦原温泉の玄関口の一つ。

## 歴史
- 1911年（明治44年）12月15日：鉄道院三国線の芦原駅が開業（一般駅）[2][3]。
- 1928年（昭和3年）12月30日：三国芦原電鉄の芦原駅が開業（共用駅）[3][4]。
- 1933年（昭和8年）10月24日：県内で陸軍特別大演習。伊井野外統監部から大本営（福井県庁）へ戻る昭和天皇のお召し列車が芦原駅発 - 福井駅着で運行[5]。
- 1942年（昭和17年）9月1日：三国芦原電鉄が京福電気鉄道に合併[6]、同社の三国芦原線の駅となる[7]。
- 1944年（昭和19年）10月11日：国有鉄道線の三国線が休止[2]。三国線の芦原駅休止。
- 1946年（昭和21年）8月15日：国鉄三国線の金津（現在の芦原温泉駅） - 芦原間営業再開[2]。三国線の列車が京福芦原 - 三国港間へ乗り入れ（一部列車による片乗り入れ）[8]。
- 1972年（昭和47年）3月1日：国鉄三国線廃止、同時に日本国有鉄道の芦原駅廃止[2][9]。京福電気鉄道の芦原駅を芦原湯町駅（）に改称[11][12][13]。三国線代替路線として国鉄バス金津三国線が開業し、国鉄バスの自動車駅が併設される。
- 2001年（平成13年）6月24日：越前本線での事故のため営業休止[14][15]。
- 2003年（平成15年）
  - 7月20日：駅名をあわら湯のまち駅に改称[13][16]。
  - 8月10日：えちぜん鉄道の駅として営業再開[14]。

## 駅構造
相対式2面2線のホームを有する地上駅。駅舎はホームの北側にあり、手前側の1番線が福井方面行き、構内踏切を渡った先の南側・2番線が三国港方面行きである。
レンガ造風で平屋建ての駅舎は京福時代からのもので、えちぜん鉄道のペナントが吊るされた屋根と待合室、コインロッカーがある。有人駅で、改札口隣の表玄関左側にはあわら市観光案内所の「あわら温泉情報処 おしえる座ぁ」が併設されていて売店も兼ねている。かつては待合室に京福マートという売店があった。
この駅舎は1975年に建て替えられたものだが、当時は京福電鉄だけでなく国鉄バス金津三国線（国鉄三国線廃止代替、1987年廃止）も使用した合築駅舎であり、国鉄中部自動車局も費用を負担していた。
駅裏にはホームを跨ぐ自由通路がある。
列車交換が可能で電車は左側通行で進入する。2番線は両方向に出発信号機があるが、1番線は福井方面のみ出発信号機がある。朝1本のみ設定されている福井方面当駅始発列車（回送列車として入線）は2番線から発車する。
駅舎西側（構内踏切近く）に夜間・早朝通用口（出入口）があり、駅の営業時間外はこちらを利用する（駅の営業時間内は施錠されている）。

### のりば
| のりば | 路線        | 行先                                                        | 備考                                   |
| ------ | ----------- | ----------------------------------------------------------- | -------------------------------------- |
| 1      | ■三国芦原線 | ふくい・かつやま・えいへいじ方面 (福井・永平寺口・勝山方面) | 永平寺口・勝山方面は福井口駅で乗り換え |
| 2      | ■三国芦原線 | みくにみなと・みくに方面 (三国・三国港方面)                 | 福井方面当駅始発列車                   |

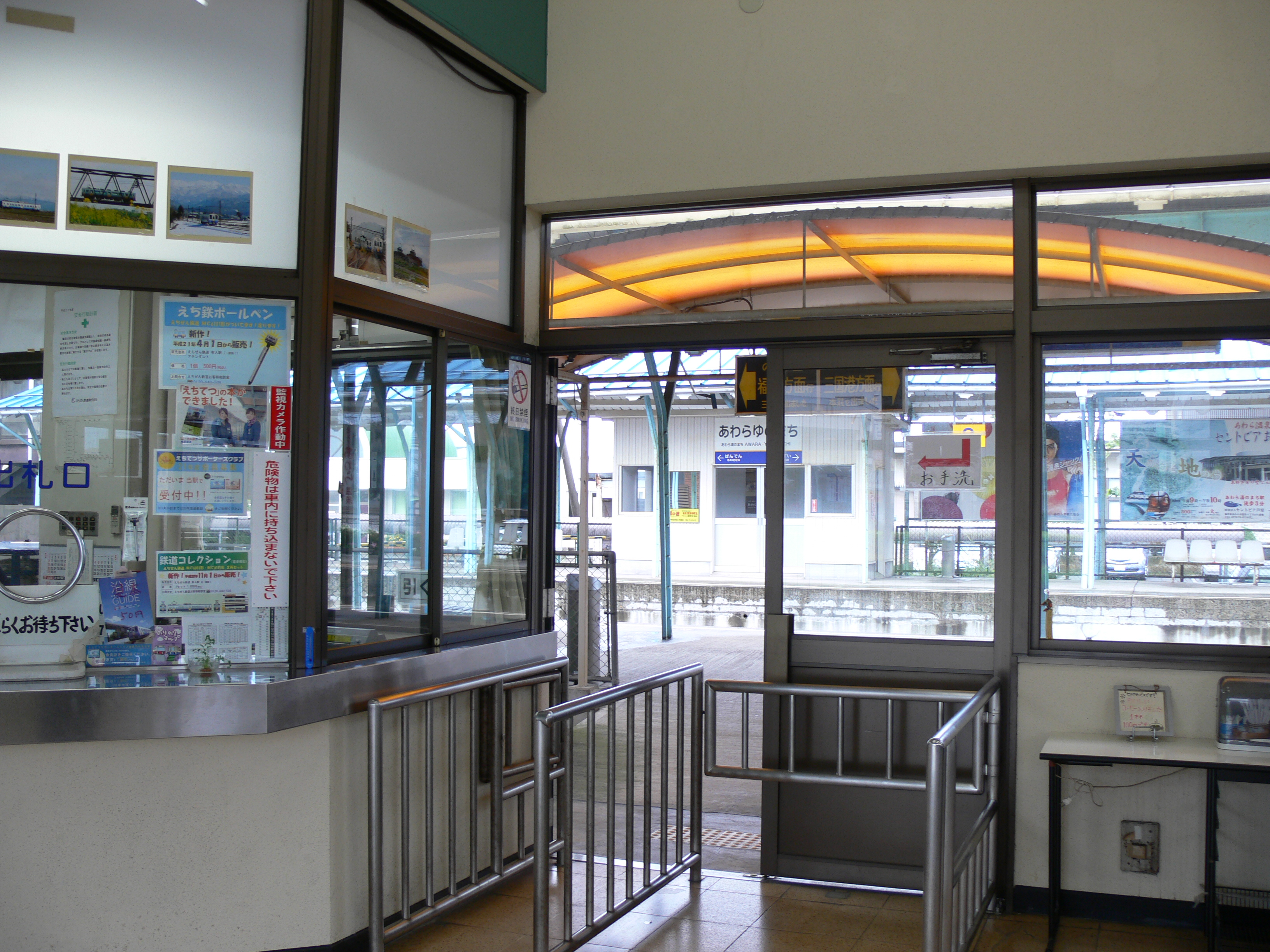
改札口
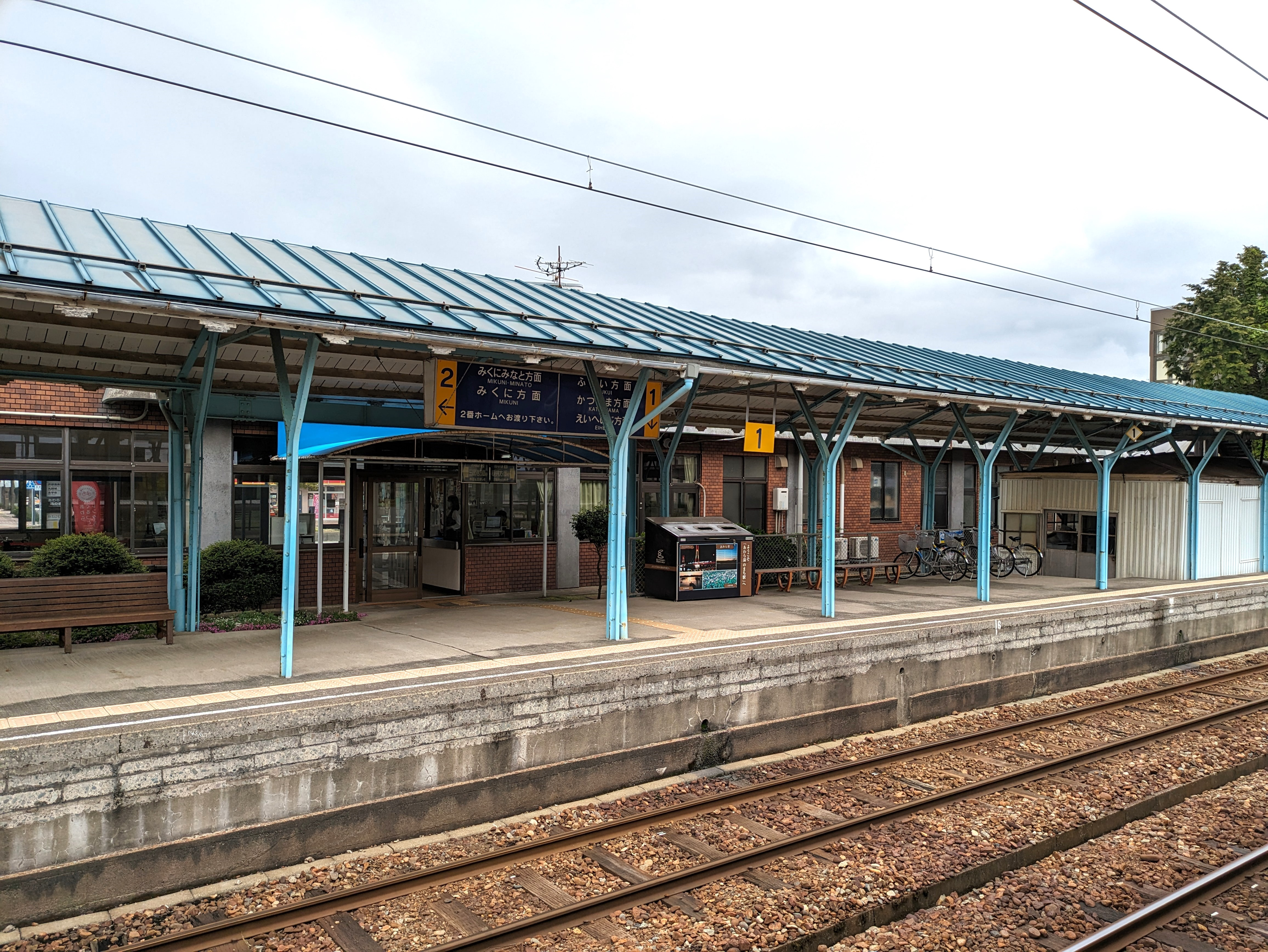
1番ホーム
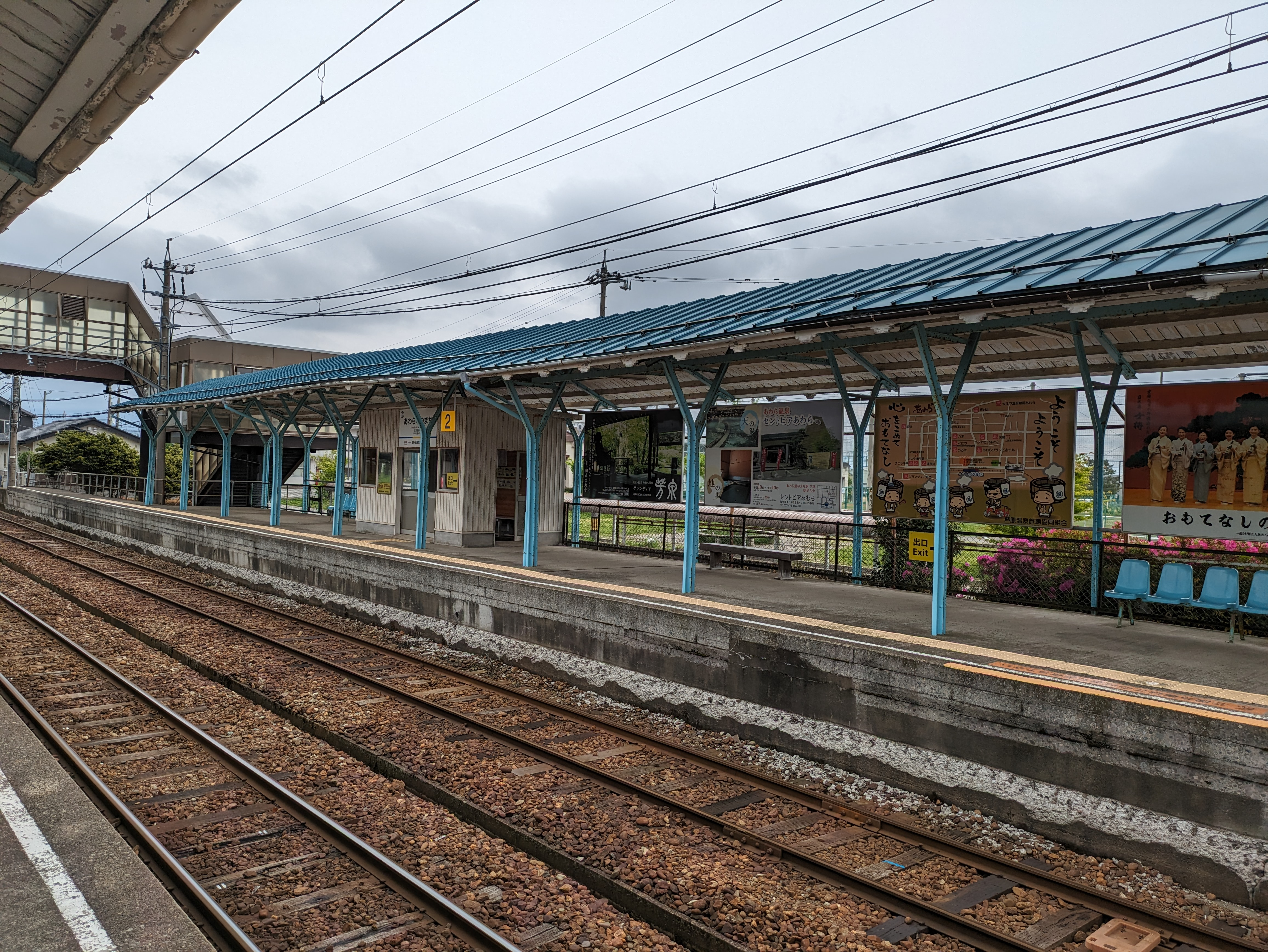
2番ホーム
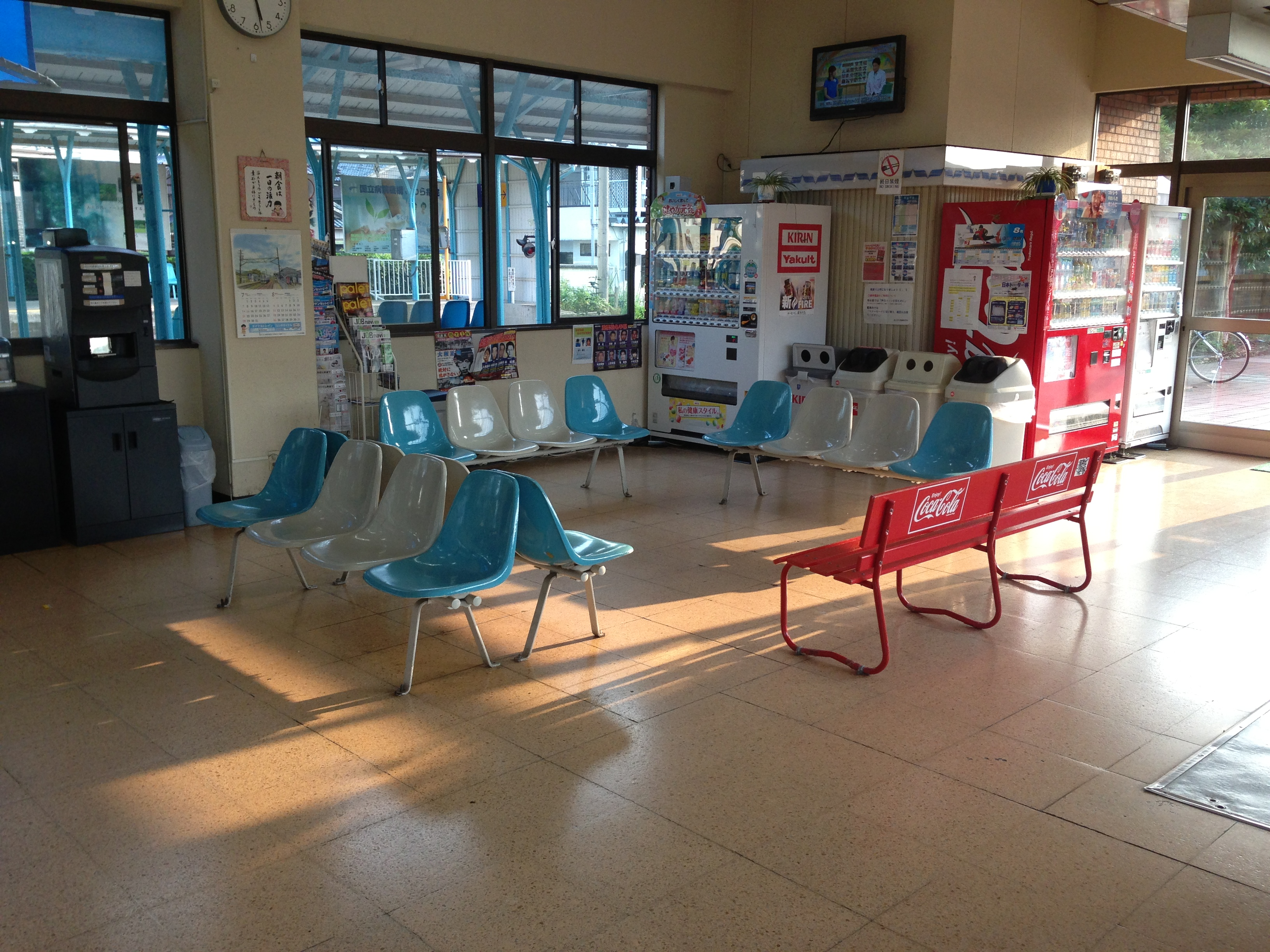
待合室

## 利用状況
1日の平均乗降人員は以下の通りである。
| 乗降人員推移 | 乗降人員推移 |
| 年度         | 1日平均人数  |
| ------------ | ------------ |
| 2011年       | 563          |
| 2012年       | 552          |
| 2013年       | 512          |
| 2014年       | 522          |
| 2015年       | 496          |
| 2016年       | 492          |
| 2017年       | 469          |
| 2018年       | 498          |

## 駅周辺
芦原温泉街の南端に位置し、駅の北側には広範囲にわたって旅館が立つ。そのほか、南側を中心に閑静な住宅街も広がっている。
東方約4 kmの場所に北陸新幹線・ハピラインふくい線の芦原温泉駅があり、そちらから路線バスまたは旅館の無料送迎バスに乗り換えた上で芦原温泉を訪れる遠距離の旅行客も多く、当駅を利用する旅行客は多いとは言えない。ただし温泉街には当駅の方が近い。また、駅前のロータリーから当駅と芦原温泉駅や東尋坊などを結ぶバスの停留所もあることから、電車やバスの到着直後は三国駅と並んで三国芦原線の福井市外の駅で最も賑わいを見せる。
駅舎内ではレンタサイクル（えちぜん鉄道）と、電動アシスト自転車・立ち乗りスクーター（あわら温泉湯巡号「権チャリ」レンタサイクルプロジェクト）も用意されている。駅前広場を挟んで反対側には有料と無料のパークアンドライド駐車場（あわら市営）、無料駐輪場（あわら市営）がある。
駅前（駅北側）
- あわら温泉湯のまち広場 - 芝生広場。
  - 芦湯 - 足湯施設[9]。
  - 藤野厳九郎記念館 - 2011年（平成23年）11月1日再移築[21]。登録有形文化財[22]。
  - 伝統芸能館
  - あわら温泉屋台村 湯けむり横丁
- セントピアあわら - 温泉入浴施設。
- 北陸銀行芦原支店
- 福井銀行芦原支店
- 県道121号芦原湯町停車場線
- 県道9号芦原丸岡線
- あわらミュージック劇場 - ストリップ劇場。
- グランディア芳泉 - ホテル。

駅裏（駅南側）
- あわら市立芦原図書館
- あわら市芦原小学校
- あわら市芦原中学校

駅近郊
- あわら市保健センター（あわら市役所市民課芦原分室併設）
- 三国競艇場
- 福井県立大学 あわらキャンパス

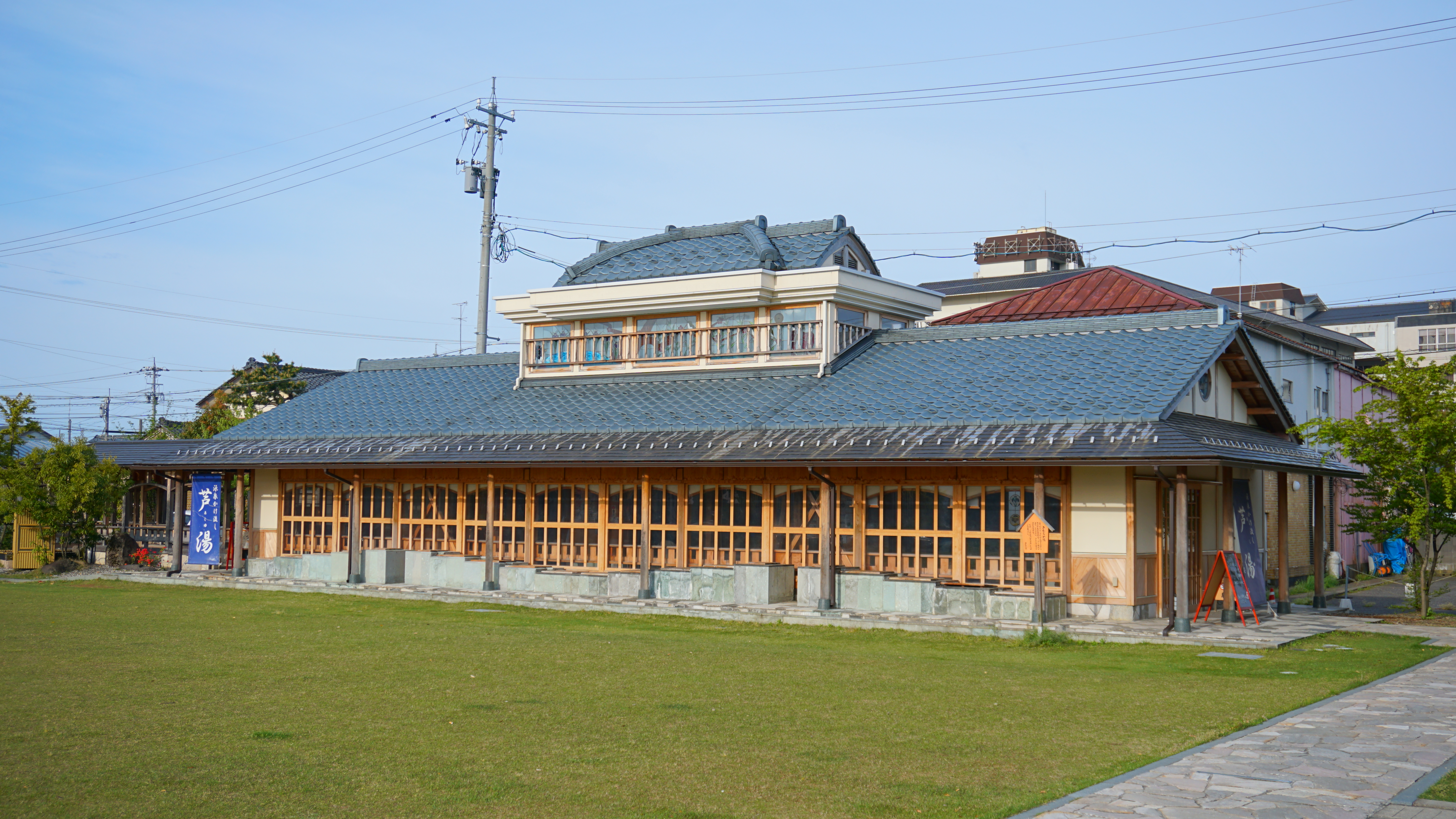
芦湯
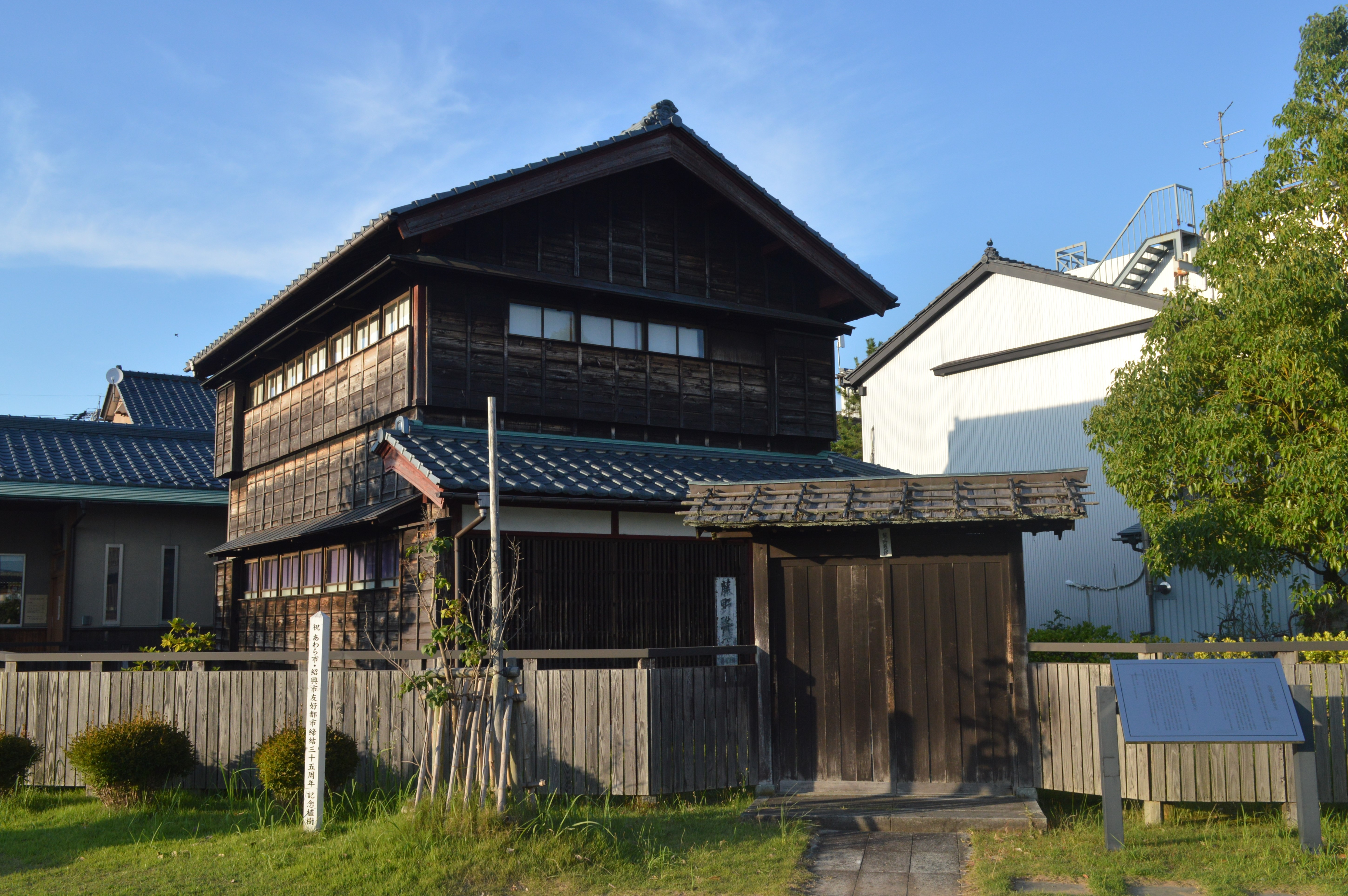
藤野厳九郎記念館
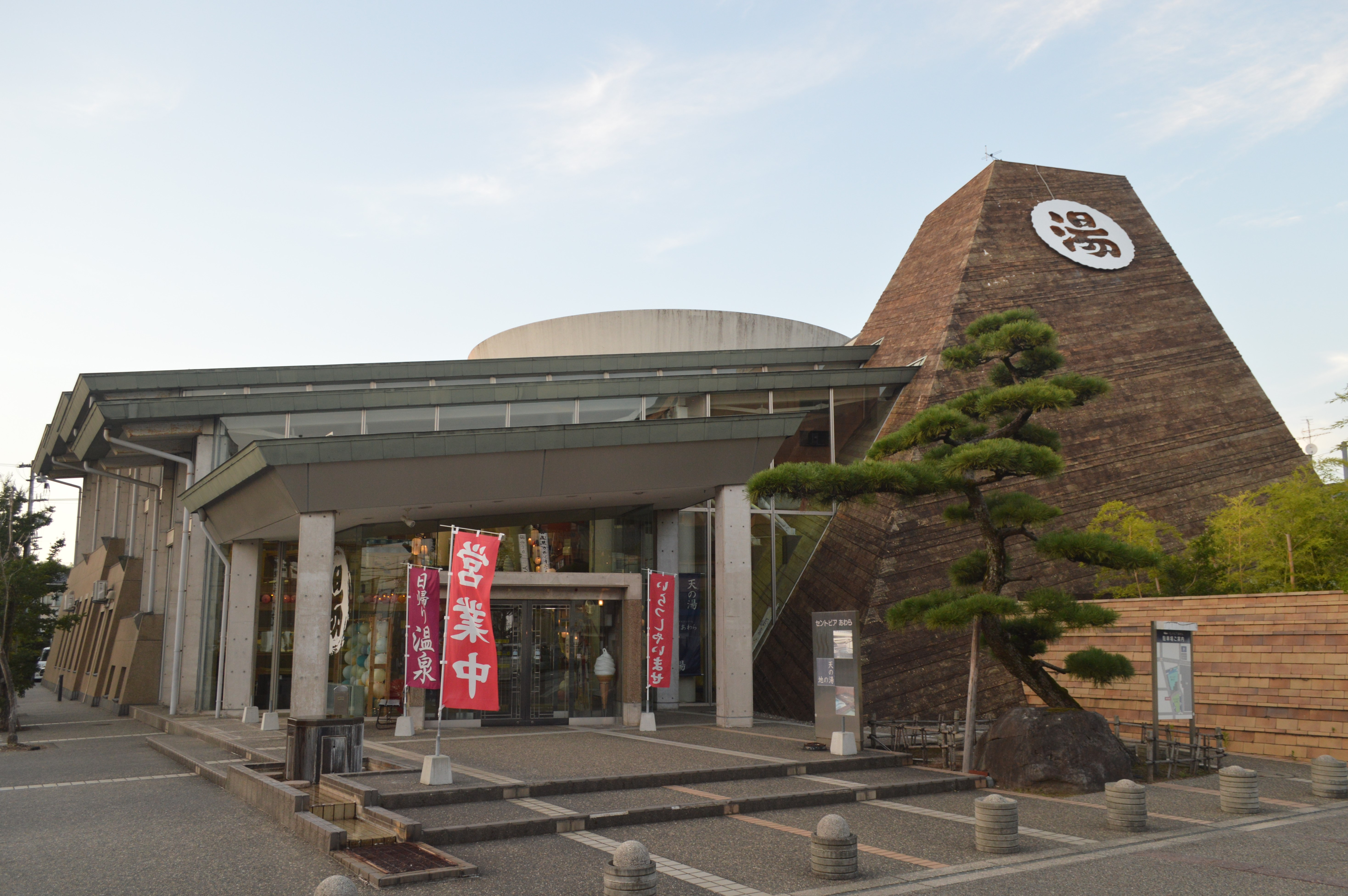
セントピアあわら
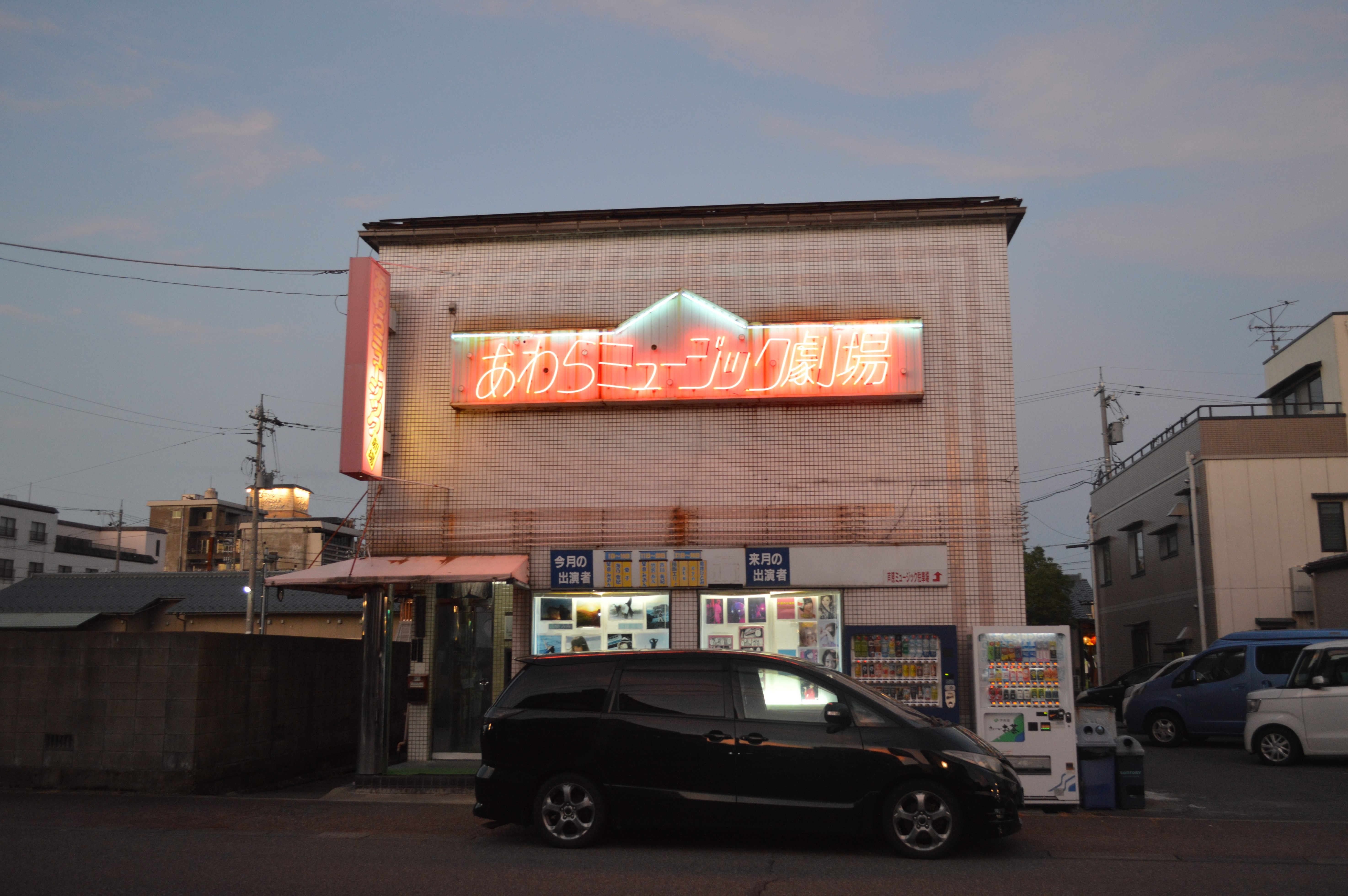
あわらミュージック劇場
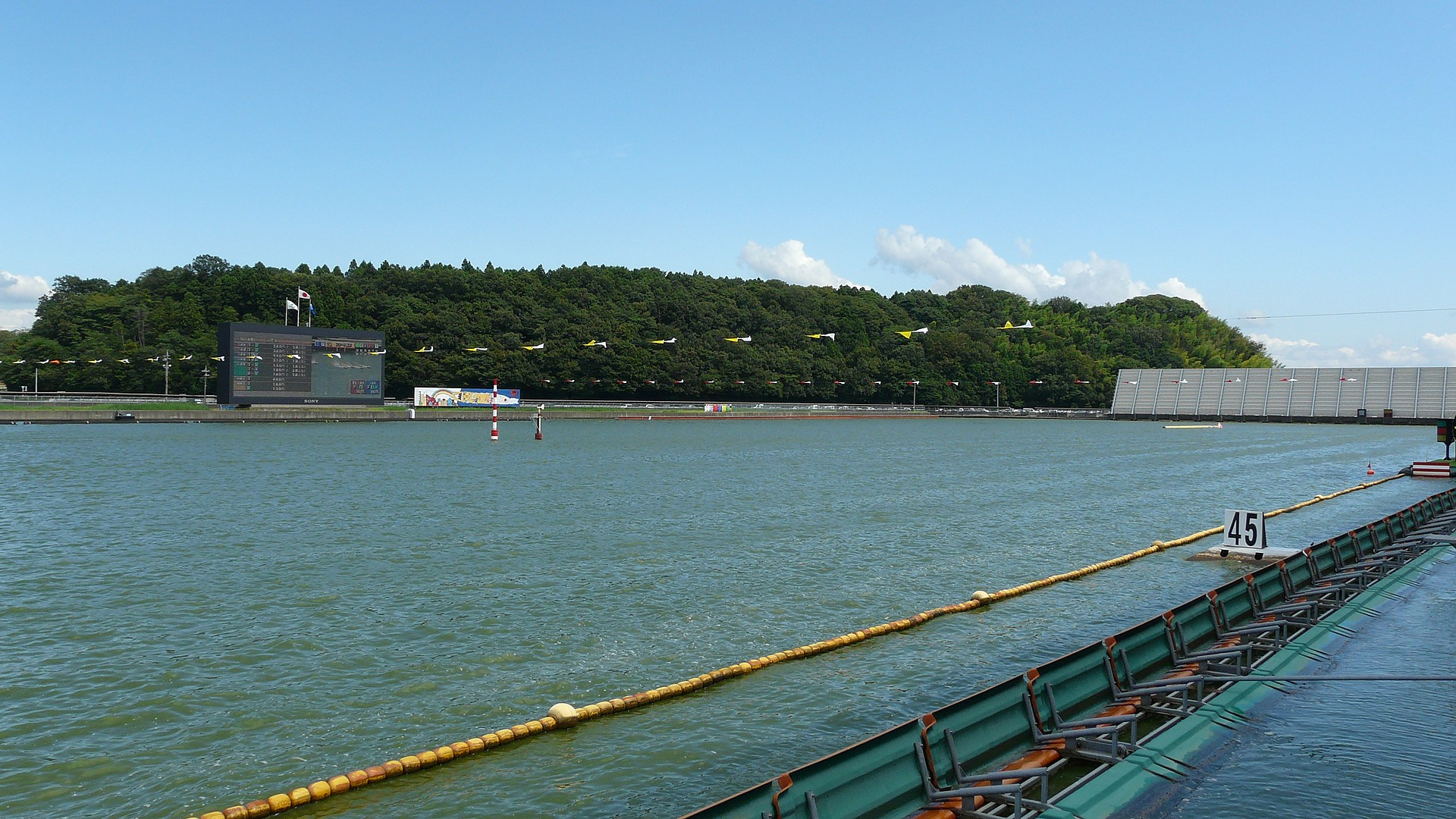
三国競艇場

### バスのりば
駅舎の正面に1番のりば、進行方向後方へ順に2番のりば、タクシーのりばを挟んで3番のりばと続く。
高速バス あわら湯のまち駅前停留所
- SPA LINE 北陸 - なんば・岸和田駅前行き（岸和田観光バス） 3番のりば ※運休中
- 名古屋 - 福井線 - 名古屋駅（新幹線口）・名鉄バスセンター行き（JR東海バス） 土曜・休日・特定日運行

京福バス あわら湯のまち駅停留所
| 乗場 | 路線            | 行先                       |
| ---- | --------------- | -------------------------- |
| 1    | 84・96 東尋坊線 | 芦原温泉駅                 |
| 2    | 85・97 東尋坊線 | 龍翔博物館（坂井市三国町） |

期間限定で運行するバス
- <定期観光>新感覚XRバス「WOW RIDE いこっさ!福井号」芦原温泉周遊ルート（京福バス、予約制）
- <定期観光>越前めぐりバス（西日本JRバス、1月から3月までを除く土日祝日運行・予約制）[23][24]
- 芝政ワールド行き臨時バス（京福バス、7月・8月の夏季運行）

### 乗合タクシー
- あわら市観光タクシー「あわらぐるっとタクシー」 - 予約制、区域運行
- あわら市乗合タクシー - 予約制、利用者事前登録制、区域運行

## 隣の駅
えちぜん鉄道
■三国芦原線
□快速（上りのみ）
本荘駅 (E38) ← あわら湯のまち駅 (E40) ← 三国神社駅 (E42)
■普通
番田駅 (E39) - あわら湯のまち駅 (E40) - 水居駅 (E41)

### かつて存在した路線
日本国有鉄道
三国線
金津駅 - 芦原駅 - 三国駅
- 駅名は廃線当時のもの。